# Факторы экономического роста
Факторы экономического роста — детерминанты экономического роста. Существует множество теорий экономического роста, а также методов изучения последнего.

Экономический рост и кривая производственных возможностей

## Определение
Согласно К. Р. Макконнеллу и С. Л. Брю, источниками экономического роста являются факторы предложения (количество и качество природных и трудовых ресурсов, объём основного капитала и технология), факторы спроса и факторы распределения. Экономический рост обусловлен смещением вправо кривой производственных возможностей как на рисунке Экономический рост и кривая производственных возможностей за счёт факторов предложения (увеличения количества и улучшения качества ресурсов и технического прогресса).

## Факторный анализ
Одним из методов изучения экономического роста является факторный анализ. При этом в число
факторов, определяющих рост в той или иной стране включается широкий спектр политических, географических, экономических и иных показателей. Примерный состав факторов, включаемых в регрессионный анализ, дан в таблице ниже:
| №   | Группа переменных                           | Фактор                                                                                               | Исследования | Зависимость     | Статистическая значимость |
| --- | ------------------------------------------- | --- | --- | --------------- | ------------------------- |
| 1   | Общественный строй                          | Капиталистическое государство                                                                        | Холл и Джонс (1999), Х. Сала-и-Мартин (1997) | положительная   | значимо                   |
| 2   | Внешнеторговая политика                     | Либерализация счета текущих операций                                                                 | Эйхенгрин и Лебланг (2003) | положительная   | значимо                   |
| 3   | Правовые факторы                            | Уровень коррупции                                                                                    | Мауро (1995), Велш (2003) | отрицательная   | значимо                   |
| 4   | Трудовые факторы                            | Изменение доли участия рабочей силы                                                                  | Бломстрон, Лепси, Зежан (1996) | положительная   | значимо                   |
| 5   | Политический режим                          | Минимальный уровень демократии                                                                       | Барро (1996), (1997) | положительная   | значимо                   |
| 6   | Политический режим                          | Высокий уровень демократии                                                                           | Барро (1996), (1997) | отрицательная   | значимо                   |
| 7   | Политический режим                          | В целом уровень демократии                                                                           | Алесина, Ослер, Рубини, Свагел (1996), Миниер (1998) | положительная   | значимо                   |
| 8   | Политический режим                          | Уровень голосования при демократии                                                                   | Доллар и Край (2003) | отрицательная   | значимо                   |
| 9   | Демографические показатели                  | Доля населения не старше 15 лет                                                                      | Барро и Ли (1994) | отрицательная   | значимо                   |
| 10  | Демографические показатели                  | Доля населения не моложе 65 лет                                                                      | Барро и Ли (1994) | не определённая | незначимо                 |
| 11  | Демографические показатели                  | Рост доли населения о 15 до 65 лет                                                                   | Блум и Сакс (1998) | положительная   | значимо                   |
| 12  | Образование                                 | Уровень высшего образования населения                                                                | Барро и Ли (1994) | отрицательная   | незначимо                 |
| 13  | Образование                                 | Уровень образования женщин                                                                           | Барро и Ли (1994), Барро (1996) (1997), Форбс (2000) | отрицательная   | значимо                   |
| 14  | Образование                                 | Уровень образования женщин                                                                           | Каселли, Эсквиль и Лефорт (1996) | положительная   | значимо                   |
| 15  | Образование                                 | Рост уровня образования женщин                                                                       | Барро и Ли (1994) | отрицательная   | значимо                   |
| 16  | Образование                                 | Уровень образования мужчин                                                                           | Барро и Ли (1994), Барро (1996), Форбс (2000) | положительная   | значимо                   |
| 17  | Образование                                 | Уровень образования мужчин                                                                           | Каселли, Эсквиль и Лефорт (1996) | отрицательная   | значимо                   |
| 18  | Образование                                 | Рост уровня образования мужчин                                                                       | Барро и Ли (1994) | положительная   | значимо                   |
| 19  | Образование                                 | Общий уровень образования населения                                                                  | Азариадис и Дразен (1990), Барро (1991), Кноулес и Оуен (1995), Истерли и Левин (1997), Крюгер и Линдаль (2000), Билс и Кленоу (2000)                       | положительная   | значимо                   |
| 20  | Образование                                 | Уровень начального образования                                                                       | Сакс и Варнер (1995) | положительная   | не значимо                |
| 21  | Образование                                 | Уровень начального образования                                                                       | Барро (1997) | отрицательная   | не значимо                |
| 22  | Образование                                 | Уровень среднего образования                                                                         | Сакс и Варнер (1995) | положительная   | значимо                   |
| 23  | Образование                                 | Начальный доход * уровень образования мужчин                                                         | Барро (1997) | отрицательная   | значимо                   |
| 24  | Образование                                 | Доля студентов инженерных специальностей                                                             | Мёрфи, Шлейфер и Вишни (1991) | положительная   | значимо                   |
| 25  | Образование                                 | Доля студентов юридических специальностей                                                            | Мёрфи, Шлейфер и Вишни (1991) | отрицательная   | значимо                   |
| 26  | Этнические факторы                          | Раздробленность этнолингвистической группы                                                           | Истерли и Левин (1997), Алесина, Девлисшауфер, Истерли, Курлат и Вацярг (2003)                                                                              | отрицательная   | значимо                   |
| 27  | Этнические факторы                          | Языковое разнообразие                                                                                | Мастерс и Макмиллан (2001) | отрицательная   | не значимо                |
| 28  | Демографические показатели                  | Фертильность                                                                                         | Барро (1991), (1996), (1997), Барро и Ли (1994) | отрицательная   | значимо                   |
| 29  | Финансовая деятельность                     | Фондовый рынок                                                                                       | Левин и Зервос (1998), Бекарт, Харви и Ландблад (2001), Бек и Левин (2004)                                                                                  | положительная   | значимо                   |
| 30  | Финансовая деятельность                     | Банки                                                                                                | Бек и Левин (2004) | положительная   | значимо                   |
| 31  | Финансовая деятельность                     | Долларизация                                                                                         | Эдвардс и Магендзо (2003) | положительная   | значимо                   |
| 32  | Финансовая деятельность                     | Мощность финансовой деятельности                                                                     | Бартелеми и Вараудакис (1995), Одедокун (1996), Рам (1999), Руссо и Силла (2001), Дидда и Фаттоу (2002), Димитриадис и Лоу (2004)                           | положительная   | значимо                   |
| 33  | Финансовая деятельность                     | Конкуренция * развитие                                                                               | Классенс и Лэвен (2003) | положительная   | значимо                   |
| 34  | Финансовая деятельность                     | Сдерживание                                                                                          | Рубини и Х. Сала-и-Мартин (1992) | отрицательная   | значимо                   |
| 35  | Финансовая деятельность                     | Сложность ведения финансовой деятельности                                                            | Кинг и Левин (1993), Левин и Зервос (1993), Истерли и Левин (1997), Х. Сала-и-Мартин (1997)                                                                 | положительная   | значимо                   |
| 36  | Финансовая деятельность                     | Темп роста кредитной ставки                                                                          | Левин и Ренелт (1992), Де Грегорио и Гвидотти (1995) | положительная   | значимо                   |
| 37  | Финансовая деятельность                     | Волатильность кредитной ставки                                                                       | Левин и Ренелт (1992) | положительная   | не значимо                |
| 38  | Финансовая деятельность                     | Прямые иностранные инвестиции                                                                        | Блониген и Ванг (2004) | положительная   | не значимо                |
| 39  | Отраслевая структура национальной экономики | Доля добывающей промышленности в ВВП                                                                 | Холл и Джонс (1999) | положительная   | значимо                   |
| 40  | Географическое положение                    | Абсолютная широта географического положения                                                          | Х. Сала-и-Мартин (1997), Блум и Сакс (1998), Мастерс и МакМиллан (2001), Истерли и Левин (2001), Родрик, Хаусманн, Притчетт (2004)                          | положительная   | значимо                   |
| 41  | Географическое положение                    | Плохая экология                                                                                      | МакКарти (2000), Макартур и Сакс (2001) | положительная   | значимо                   |
| 42  | Географическое положение                    | Плохая экология                                                                                      | Истерли и Левин (2002), Сакс (2003) | отрицательная   | значимо                   |
| 43  | Географическое положение                    | Количество морозных дней                                                                             | Мастерс и МакМиллан (2001), Мастерс и Сакс (2001) | положительная   | значимо                   |
| 44  | Географическое положение                    | Наличие выхода к морю                                                                                | Истерли и Левин (2001) | отрицательная   | значимо                   |
| 45  | Географическое положение                    | Длина береговой линии                                                                                | Блум и Сакс (1998), Мастерс и Сакс (2001), Блум, Кэннинг и Севилья (2003)                                                                                   | положительная   | значимо                   |
| 46  | Географическое положение                    | Объём пахотных земель                                                                                | Мастерс и Сакс (2001) | положительная   | значимо                   |
| 47  | Географическое положение                    | Количество осадков                                                                                   | Мастерс и Сакс (2001), Блум, Кэннинг и Севилья (2003) | положительная   | значимо                   |
| 48  | Географическое положение                    | Дисперсия осадков                                                                                    | Блум, Кэннинг и Севилья (2003) | отрицательная   | значимо                   |
| 49  | Географическое положение                    | Максимальная температура                                                                             | Блум, Кэннинг и Севилья (2003) | отрицательная   | значимо                   |
| 50  | Государство                                 | Рост потребления                                                                                     | Корменди и Мегуире (1985) | положительная   | не значимо                |
| 51  | Государство                                 | Уровень потребления                                                                                  | Барро (1991), (1996), (1997), Сакс и Варнер (1995), Аджемоглу, Джонсон и Робинсон (2002)                                                                    | отрицательная   | значимо                   |
| 52  | Государство                                 | Бюджетный дефицит                                                                                    | Левин и Ренелт (1992), Фишер (1993), Истерли и Левин (1997)                                                                                                 | отрицательная   | значимо                   |
| 53  | Государство                                 | Бюджетный дефицит                                                                                    | Нельсон и Сингх (1994), Блум и Сакс (1998) | положительная   | значимо                   |
| 54  | Государство                                 | Инвестиции                                                                                           | Барро (1991), Х. Сала-и-Мартин (1997), Келли (1997) | положительная   | не значимо                |
| 55  | Государство                                 | Государственные расходы                                                                              | Левин и Ренелт (1992) | отрицательная   | не значимо                |
| 56  | Государство                                 | Расходы на армию                                                                                     | Айзенман и Глик (2003), Куарежма и Рейтцшулер (2003) | отрицательная   | значимо                   |
| 57  | Государство                                 | Расходы на армию при наличии угрозы                                                                  | Айзенман и Глик (2003) | положительная   | значимо                   |
| 58  | Государство                                 | Налоги                                                                                               | Левин и Ренелт (1992) | не определённая | не значимо                |
| 59  | Государство                                 | Темпы роста стран большой семерки                                                                    | Алесина, Ослер, Рубини, Свагел (1996) | положительная   | значимо                   |
| 60  | Государство                                 | Темпы роста в предыдущий период                                                                      | Истерли, Кремер, Притчетт, Саммерс (1993), Алесина, Ослер, Рубини, Свагел (1996)                                                                            | положительная   | не значимо                |
| 61  | Здоровье                                    | Ожидаемая продолжительность жизни                                                                    | Барро и Ли (1994), Блум и Маланей (1998), Блум и Сакс (1998), Блум и Уильямсон (1998), Гамауди и Сакс (1999), Галлуп и Сакс (2000)                          | положительная   | значимо                   |
| 62  | Здоровье                                    | Изменение в заболеваемости малярией                                                                  | Галлуп и Сакс (2000) |                 |                           |
| 63  | Здоровье                                    | Выживаемость взрослых                                                                                | Бхаргава, Джемисон, Лау и Мюррей (2001) |                 |                           |
| 64  | Отраслевая структура национальной экономики | Доля малых и средних предприятий                                                                     | Бек, Демиргюч-Кунт и Левин (2003) | положительная   | не значимо                |
| 65  | Отраслевая структура национальной экономики | простота входа и выхода с рынков                                                                     | Бек, Демиргюч-Кунт и Левин (2003) | положительная   | значимо                   |
| 66  | Социальное неравенство                      | Социальное неравенство в демократических странах                                                     | Перссон и Табеллини (1994) | отрицательная   | значимо                   |
| 67  | Социальное неравенство                      | Социальное неравенство в недемократических странах                                                   | Перссон и Табеллини (1994) | положительная   | не значимо                |
| 68  | Социальное неравенство                      | Общий уровень социального неравенства                                                                | Алесина и Родрик (1994), Кноулес (2001) | отрицательная   | значимо                   |
| 69  | Социальное неравенство                      | Общий уровень неравенства                                                                            | Форбс (2000) | положительная   | значимо                   |
| 70  | Инфляция                                    | Рост темпов инфляции                                                                                 | Корменди и Мегуире (1985) | отрицательная   | значимо                   |
| 71  | Инфляция                                    | Уровень инфляции                                                                                     | Левин и Ренелт (1992), Левин и Зервос (1993), Барро (1997), Бруно и Истерли (1998), Мотли (1998), Ли и Зоу (2002)                                           | отрицательная   | значимо                   |
| 72  | Инфляция                                    | Волатильность уровня инфляции                                                                        | Левин и Ренелт (1992), Фишер (1993), Барро (1997), Х. Сала-и-Мартин (1997)                                                                                  | отрицательная   | не значимо                |
| 73  | Инфраструктура                              | Развитие инфраструктуры                                                                              | Халтен (1996), Истерли и Левин (1997), Эсфахани и Рамирес (2003)                                                                                            | положительная   | значимо                   |
| 74  | Государство                                 | Начальный доход                                                                                      | Корменди и Мегуире (1985), Барро (1991), (1997), Сакс и Варнер (1995), Харрисон (1996), Истерли и Левин (1997)                                              | отрицательная   | значимо                   |
| 75  | Инвестиции                                  | Инвестиционные соотношения (эффективность инвестиций)                                                | Барро (1991), (1996), (1997), Барро и Ли (1994), Сакс и Варнер (1995), Каселли, Эсквиль и Лефорт (1996)                                                     | положительная   | значимо                   |
| 76  | Инвестиции                                  | Инвестиции в оборудование, в основной капитал                                                        | Делонг и Саммерс (1993), Х. Сала-и-Мартин (1997) | положительная   | значимо                   |
| 77  | Инвестиции                                  | Инвестиции не в основной капитал                                                                     | Делонг и Саммерс (1991) | положительная   | значимо                   |
| 78  | Трудовые факторы                            | Рост производительности труда                                                                        | Лихтенберг (1992) | положительная   | значимо                   |
| 79  | Трудовые факторы                            | Качество производительности труда                                                                    | Ханушек и Кимко (2000) | положительная   | значимо                   |
| 80  | Трудовые факторы                            | Доля участия рабочей силы                                                                            | Бломстрон, Лепси, Зежан (1996) | положительная   | значимо                   |
| 81  | Внешнеторговая политика                     | Дамми-переменная внешнего долга                                                                      | Истерли, Кремер, Притчетт, Саммерс (1993) | отрицательная   | не значимо                |
| 82  | Внешнеторговая политика                     | Внешние трансферты                                                                                   | Истерли, Кремер, Притчетт, Саммерс (1993) | не определённая | не значимо                |
| 83  | Внешнеторговая политика                     | Улучшение условий торговли                                                                           | Истерли, Кремер, Притчетт, Саммерс (1993), Фишер (1993), Барро (1996), (1997), Каселли, Эсквиль и Лефорт (1996), Блаттман, Хван, Уильямсон (2003)           | положительная   | значимо                   |
| 84  | Монетарная политика                         | Рост денежной массы                                                                                  | Корменди и Мегуире (1985) | положительная   | не значимо                |
| 85  | Образование                                 | Показатели образования, начальных доходов, эффективности инвестиций и роста населения соседних стран | Чикконе (1996) |                 |                           |
| 86  | Политические факторы                        | Политическая нестабильность                                                                          | Барро (1991), Барро и Ли (1994), Сакс и Варнер (1995), Алесина, Ослер, Рубини, Свагел (1996), Каселли, Эсквиль и Лефорт (1996), Истерли и Левин (1997)      | отрицательная   | значимо                   |
| 87  | Политические факторы                        | Индекс гражданской свободы                                                                           | Корменди и Мегуире (1985) | положительная   | не значимо                |
| 88  | Политические факторы                        | Индекс гражданской свободы                                                                           | Барро и Ли (1994) | отрицательная   | значимо                   |
| 89  | Политические факторы                        | Общий уровень гражданских прав                                                                       | Сакс и Варнер (1995) | положительная   | значимо                   |
| 90  | Политические факторы                        | политические права                                                                                   | Барро и Ли (1994), Х. Сала-и-Мартин (1997) | положительная   | значимо                   |
| 91  | Политические факторы                        | Ограничения исполнительной власти                                                                    | Аджемоглу, Джонсон и Робинсон (2001) | положительная   | значимо                   |
| 92  | Политические факторы                        | Независимость судебной власти                                                                        | Фельд и Войт (2003) | положительная   | значимо                   |
| 93  | Правовые факторы                            | ICRC индекс права собственности                                                                      | Кнак (1999) | положительная   | значимо                   |
| 94  | Правовые факторы                            | Риски лишения прав собственности                                                                     | Аджемоглу, Джонсон и Робинсон (2001), Макартур и Сакс (2001)                                                                                                | положительная   | значимо                   |
| 95  | Демографические показатели                  | Плотность населения                                                                                  | Сакс и Варнер (1995) | положительная   | не значимо                |
| 96  | Демографические показатели                  | Рост населения                                                                                       | Корменди и Мегуире (1985), Левин и Ренелт (1992), Мэнкью, Ромер и Вейл (1992), Келли и Шмидт (1995), Блум и Сакс (1998)                                     | отрицательная   | значимо                   |
| 97  | Цены                                        | Индекс потребительских цен                                                                           | Истерли (1993) | положительная   | не значимо                |
| 98  | Цены                                        | Индекс потребительских цен                                                                           | Харрисон (1996) | отрицательная   | значимо                   |
| 99  | Цены                                        | Изменение инвестиционных цен                                                                         | Барро (1991), Истерли (1993) | отрицательная   | значимо                   |
| 100 | Цены                                        | Уровень потребительских цен                                                                          | Истерли (1993) | положительная   | не значимо                |
| 101 | Цены                                        | Уровень инвестиционных цен                                                                           | Истерли (1993), Сакс и Варнер (1995) | отрицательная   | значимо                   |
| 102 | Национальная валюта                         | Премия чёрного рынка                                                                                 | Левин и Ренелт (1992), Барро и Ли (1994), Барро (1996), Харрисон (1996), Истерли и Левин (1997), Х. Сала-и-Мартин (1997)                                    | отрицательная   | значимо                   |
| 103 | Национальная валюта                         | Искажения обменного курса                                                                            | Доллар (1992), Истерли (1993), Харрисон (1996), Х. Сала-и-Мартин(1997), Аджемоглу, Джонсон и Робинсон (2002)                                                | отрицательная   | не значимо                |
| 104 | Национальная валюта                         | Переменчивость обменного курса                                                                       | Доллар (1992) | отрицательная   | значимо                   |
| 105 | Региональные факторы                        | Абсолютная широта                                                                                    | Барро (1996) | положительная   | значимо                   |
| 106 | Региональные факторы                        | Дамми-переменная стран Восточной Азии                                                                | Барро и Ли (1994), Барро (1996) | положительная   | не значимо                |
| 107 | Региональные факторы                        | Дамми-переменная стран бывших испанских колоний                                                      | Барро (1996) | отрицательная   | значимо                   |
| 108 | Региональные факторы                        | Дамми-переменная латиноамериканских стран                                                            | Барро (1991), (1997), Барро и Ли (1994), Истерли и Левин (1997), Х. Сала-и-Мартин (1997)                                                                    | отрицательная   | значимо                   |
| 109 | Региональные факторы                        | Дамми-переменная южноамериканских стран                                                              | Барро (1991), (1997), Барро и Ли (1994), Истерли и Левин (1997), Х. Сала-и-Мартин (1997)                                                                    | отрицательная   | значимо                   |
| 110 | Религия                                     | Буддизм                                                                                              | Барро (1996) | положительная   | значимо                   |
| 111 | Религия                                     | Католицизм                                                                                           | Х. Сала-и-Мартин (1997) | отрицательная   | значимо                   |
| 112 | Религия                                     | Католицизм                                                                                           | Мастерс и Сакс (2001) | положительная   | значимо                   |
| 113 | Религия                                     | Конфуцианство                                                                                        | Барро (1996) | положительная   | значимо                   |
| 114 | Религия                                     | Мусульманство                                                                                        | Барро (1996), Х. Сала-и-Мартин (1997), Мастерс и Сакс (2001)                                                                                                | положительная   | значимо                   |
| 115 | Религия                                     | Протестантизм                                                                                        | Барро (1996), Мастерс и Сакс (2001) | положительная   | значимо                   |
| 116 | Религия                                     | Протестантизм                                                                                        | Х. Сала-и-Мартин (1997) | отрицательная   | значимо                   |
| 117 | Религия                                     | Религиозные убеждения                                                                                | Барро и МакКлейри (2003) | положительная   | значимо                   |
| 118 | Религия                                     | Посещаемость религиозных учреждений                                                                  | Барро и МакКлейри (2003) | отрицательная   | значимо                   |
| 119 | Правовые факторы                            | Индекс соблюдения законности                                                                         | Барро (1996), Аджемоглу, Джонсон и Робинсон (2001), Истерли и Левин (2001), Доллар и Край (2003), Алкала и Чичоне (2004), Родрик, Хаусманн, Притчетт (2004) | положительная   | значимо                   |
| 120 | Эффект масштаба                             | Общая площадь государства                                                                            | Барро и Ли (1994), Х. Сала-и-Мартин(1997) | не определённая | не значимо                |
| 121 | Эффект масштаба                             | Общая численность рабочей силы                                                                       | Барро и Ли (1994), Х. Сала-и-Мартин (1997) | не определённая | не значимо                |
| 122 | Социальный капитал                          | Общественная инфраструктура                                                                          | Холл и Джонс (1999) | положительная   | значимо                   |
| 123 | Социальный капитал                          | Удовлетворенность граждан правительством                                                             | Хелливелл и Патнэм (2000) | положительная   | значимо                   |
| 124 | Социальный капитал                          | Участие граждан в управлении                                                                         | Хелливелл (1996), Кнак и Кифер (1997), | положительная   | значимо                   |
| 125 | Социальный капитал                          | Социальные группы по Путнам                                                                          | Кнак и Кифер (1997) | отрицательная   | не значимо                |
| 126 | Социальный капитал                          | Социальные группы по Олсон                                                                           | Кнак и Кифер (1997) | положительная   | не значимо                |
| 127 | Социальный капитал                          | Институциональная производительность                                                                 | Хелливелл и Патнэм (2000) | положительная   | значимо                   |
| 128 | Социальный капитал                          | Уровень гражданского общества (индекс участия читателей газет, индекс политического поведения)       | Хелливелл и Патнэм (2000) | положительная   | значимо                   |
| 129 | Социальный капитал                          | Доверие                                                                                              | Гранато, Инглхарт и Лебланг (1996), Кнак и Кифер (1997), Ла Порта, Лопес-де-Силанес, Шлейфер, Вишни (1997), Зак и Кнак (2001)                               | положительная   | значимо                   |
| 130 | Социальный капитал                          | Индекс социального развития                                                                          | Темпл и Джонсон (1998) |                 |                           |
| 131 | Социальный капитал                          | Социальный капитал WVS                                                                               | Рупашинг, Гоэтс и Фрешвотер (2000), Вайтлей (2000) | положительная   | значимо                   |
| 132 | Социальный капитал                          | Достижение социальных норм                                                                           | Гранато, Инглхарт и Лебланг (1996) | положительная   | значимо                   |
| 133 | Социальный капитал                          | Достижение социальных норм                                                                           | Суонк (1996) | отрицательная   | значимо                   |
| 134 | Социальный капитал                          | Социальные возможности                                                                               | Темпл и Джонсон (1998) | положительная   | значимо                   |
| 135 | Внешнеторговая политика                     | Распространение импорта                                                                              | Левин и Ренелт (1992) | не определённая | не значимо                |
| 136 | Внешнеторговая политика                     | Индекс вмешательства Лимера                                                                          | Левин и Ренелт (1992) | отрицательная   | не значимо                |
| 137 | Внешнеторговая политика                     | Годы открытия экономики в 1950—1990 гг.                                                              | Сакс и Варнер (1996), Х. Сала-и-Мартин (1997) | положительная   | значимо                   |
| 138 | Внешнеторговая политика                     | Рост индекса открытости                                                                              | Харрисон (1996) | положительная   | значимо                   |
| 139 | Внешнеторговая политика                     | Уровень индекса открытости                                                                           | Сакс и Варнер (1995), Харрисон (1996), Васзигр и Велч (2003), Корменди и Мегуире (1985)                                                                     | положительная   | значимо                   |
| 140 | Внешнеторговая политика                     | Внешняя ориентация                                                                                   | Левин и Ренелт (1992), Х. Сала-и-Мартин (1997) | не определённая | не значимо                |
| 141 | Внешнеторговая политика                     | Тарифы                                                                                               | Барро и Ли (1994), Х. Сала-и-Мартин (1997) | не определённая | не значимо                |
| 142 | Внешнеторговая политика                     | Доля экспорта/импорта в ВВП                                                                          | Левин и Ренелт (1992), Франкел и Ромер (1999), Доллар и Край (2003), Алкала и Чичоне (2004), Родрик, Хаусманн, Притчетт (2004)                              | положительная   | не значимо                |
| 143 | Внешнеторговая политика                     | Доля сырьевых товаров в общем объёме экспорта                                                        | Сакс и Варнер (1996) | отрицательная   | значимо                   |
| 144 | Внешнеторговая политика                     | Рост доли экспорта в ВВП                                                                             | Федер (1982), Корменди и Мегуире (1985) | положительная   | значимо                   |
| 145 | Внешнеторговая политика                     | Рост доли прямых иностранных инвестиций по отношению к ВВП                                           | Бломстрон, Лепси, Зежан (1996) | отрицательная   | не значимо                |
| 146 | Внешнеторговая политика                     | Импорт машин и оборудования                                                                          | Ромер (1993) | положительная   | значимо                   |
| 147 | Монетарная политика                         | Рост волатильности шоков                                                                             | Корменди и Мегуире (1985), Рейми и Рейми (1995) | отрицательная   | значимо                   |
| 148 | Монетарная политика                         | Волатильность денежного шока                                                                         | Корменди и Мегуире (1985) | положительная   | значимо                   |
| 149 | Война                                       | Потери на душу населения во время войны                                                              | Истерли, Кремер, Притчетт, Саммерс (1993) | отрицательная   | не значимо                |
| 150 | Война                                       | Дамми переменная войны                                                                               | Барро и Ли (1994), Истерли и Левин (1997), Х. Сала-и-Мартин (1997)                                                                                          | отрицательная   | значимо                   |
| 151 | Война                                       | Продолжительность войны                                                                              | Барро и Ли (1994) | положительная   | не значимо                |

## Исторический анализ
Другим методом определения условий и причин экономического роста или, напротив, отставания в развитии является сравнительный анализ в исторической перспективе. В частности, существует мнение, что основным и определяющим условием долгосрочного экономического роста или его отсутствия является характер политических институтов в той или иной стране.